# Пожари в Калифорния (октомври 2007)
Пожарите в Калифорния през октомври 2007 (The California wildfires of October 2007) са поредица от пожари в щата Калифорния, Съединените американски щати през 2007 година.
Започват да горят на 20 октомври на разни места, от района на Санта Барбара до мексиканската граница. Повече от 1500 къщи са напълно разрушени, над 500 000 акъра земя изгорени, 14 души загинали и 70 ранени. Около 10 700 пожарникари участват в битката с огъня, както и дузина хеликоптери, специално пригодени за погасяване на огъня от въздуха.

## Причини
По първоначални данни на ФБР много от пожарите са умишлено запалени, въпреки че разследванията продължават. Един от пожарите е причинен от запалена кола, а един друг от съборен електрически стълб.
За бързото разпространение на пожарите допринася изключително сухото време, познато на местните жители като сезона на Санта Ана. Санта Ана е вятър, който идва от пустинята по това време на годината. През октомври 2007 вятърът е със скорост около 60 мили/час, а влажността на въздуха пада под 1%. Тези условия се задържат по-дълго от очакваното и създават идеални предпоставки за безпрепятственото и бързо разрастване на пожарите. Димът от пожарите понижава значително качеството на въздуха и го прави много труден за дишане, а видимостта е значително намалена.

## Организация
Губернатора на Калифорния Арнолд Шварценегер обявява бедствено положение в Южна Калифорния, а след около 48 часа президентът Джордж Уокър Буш признава бедственото положение и обещава правителствена помощ за нанесените щети, които се оценяват на 1 билион долара. В борбата за погасяване на пожарите се включват армията и националната гвардия.
Най-тежко засегнат от пожара е районът на Сан Диего. Само за два дни са евакуирани около половин милион души. За целта е използвана така наречената обратна система на повикване (Reverse 911), която предупреждава за евакуиране. Само на стадиона Куалком (принадлежащ на местния отбор по футбол Чарджърс) са евакуирани около 11 000 души. За тях са осигурени храна, завивки, походни легла, дори безплатен интернет и безплатни концерти на живо.
Различни части от най-големите магистрали като freeways 15, 5, 67 и 8 са затворени и в двете посоки. Всички училища са затворени и някои превърнати в евакуационни центрове. Много бизнеси също затварят врати.
- Пожарът в областта Харис, южната част на Сан Диего, снимка от самолет
- Небето на Сан Диего, забулено в дим от пожарите, 23 октомври
- Репортер заснема пожарите